# Terremoto en Honduras de 2009
El terremoto en Honduras de 2009 ocurrió el 28 de mayo de ese mismo año a las 08:24:45 UTC (02:24:45 AM hora local). El epicentro fue ubicado en el Mar Caribe, 64 km (39 millas)  al noreste de la isla de Roatán y 130 km (80 millas) norte-noreste de La Ceiba. El terremoto se produjo a una profundidad de alrededor de 10 km en una zona de fallas transformantes situada en la Fosa de las Caimán que forma el límite tectónico entre la Placa Norteamericana y la Placa del Caribe, y continúa hasta la Falla de Motagua.
El poderoso sismo duró 30 segundos y fue sentido en Guatemala, Nicaragua, El Salvador y Belice; e inclusive Cancún y Chetumal en México. En los primeros reportes se mencionaron 6 fatalidades, y varios heridos en Honduras, al igual que un número no determinado de edificios destruidos o dañados.
Un aviso de tsunami fue puesto en efecto en las costas caribeñas de Honduras, Guatemala y Belice, después de que el Centro de Aviso de Tsunamis del Pacífico emitiera un aviso de la "posibilidad de un tsunami local que podría afectar las costas", luego pasó el efecto 90 minutos después.

## Víctimas fatales y daños

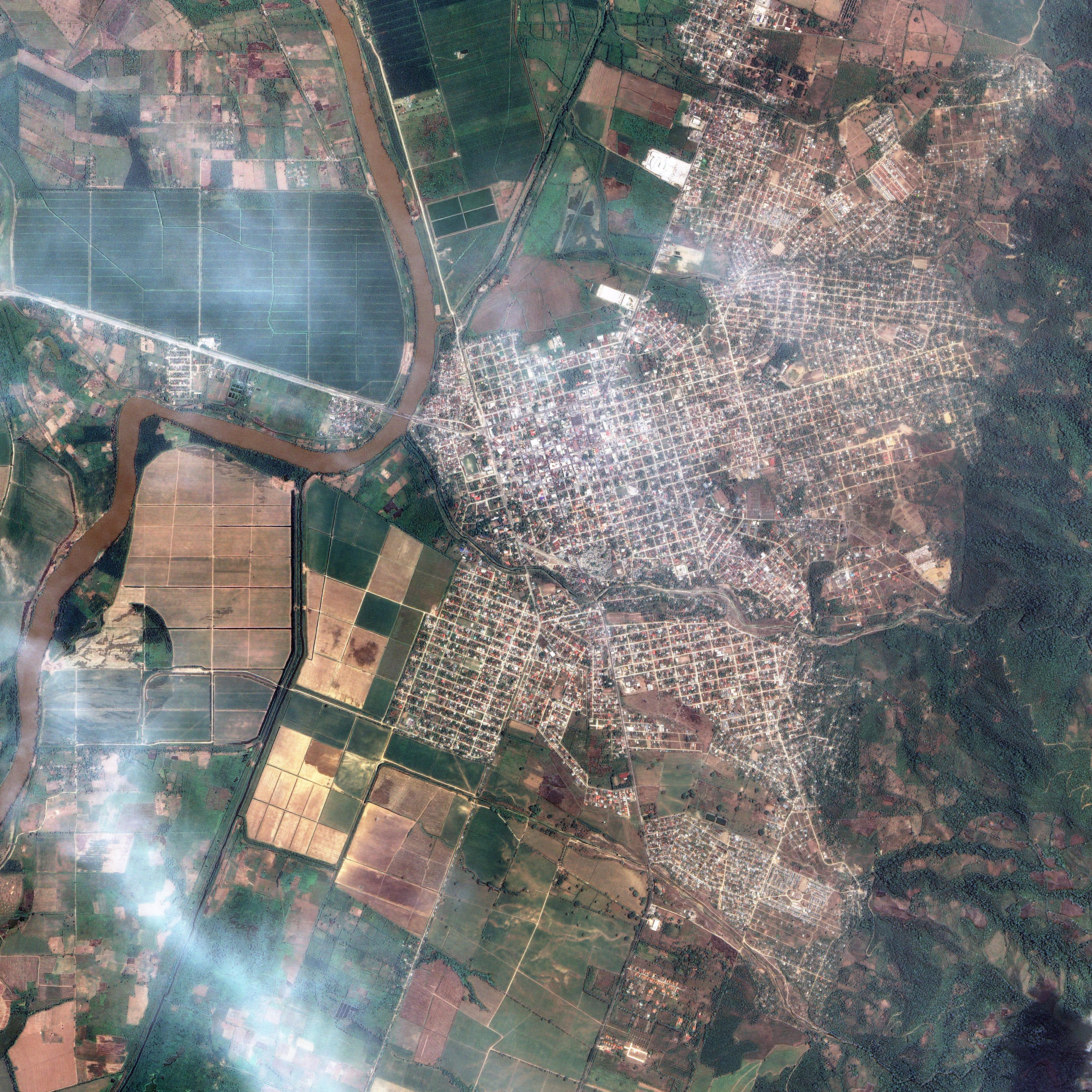
Vista satelital del Puente La Democracia dañado en El Progreso.

En el primer recuento de los daños dado a conocer por la «Comisión Permanente de Contingencias» (Copeco) de Honduras, se contabilizaron 6 muertes (cifra que aumentó a siete el día 30) y una cantidad no establecida de heridos, cuyos números variaban entre 13 y 17. La destrucción material incluyó el puente «La Democracia» en la ciudad de El Progreso, Yoro y el palacio de la Corte Suprema de Justicia en San Pedro Sula. El Presidente de la República, Manuel Zelaya, expresó el siguiente día del sismo que «para la magnitud que se había anunciado», los daños no eran de la «cuantía que se esperaba». A pesar de todo, de acuerdo al jefe de Copeco fue «el mayor sismo que (se) ha producido en la historia de nuestra nación». De acuerdo a expertos, fue la poca densidad poblacional y la dispersión de los asentamientos lo que ayudó a evitar muertes en las localidades más cercanas al centro del terremoto. Sin embargo, un monto preliminar de los destrozos fue calculado en US$100 millones; entre la infraestructura más perjudicada se encontraba  la Empresa Nacional Portuaria (ENP) en Puerto Cortés.
De acuerdo a un informe de Copeco dado a conocer el 5 de junio, se habían registrado unas 3.000 viviendas afectadas, 27 puentes o vados dañados y un total de 111 personas lesionadas. Hasta esa fecha, por lo menos 10 réplicas de gran intensidad se habían producido en la zona norte del país, principalmente en los departamentos de Cortés, Atlántida y Yoro. De acuerdo a un informe del 9 de junio, más de 500 microsismos se registraron por debajo de 3.5 en la escala Richter y más de 100 por arriba de 4.0 desde el 28 de mayo, siendo el más fuerte el ocurrido el 7 de junio (5.7). Además, de acuerdo a un experto, el terremoto activó una serie de fallas al interior de Honduras, que en época reciente se encontraban inactivas. El gobierno hondureño emitió un decreto de emergencia hasta el 15 de junio, dieciocho días después del sismo.
Por otro lado, el siniestro llegó a ocasionar problemas en la red de internet en América Latina por la rotura del cable de fibra óptica a 200 kilómetros de la costa de Guatemala. En este país el sismo fue sensible en un 75% del territorio y se reportaron daños materiales principalmente en el departamento de Izabal. En este lugar fueron reportadas, el día 30, 2.500 personas afectadas por deterioro en viviendas, pozos de agua y distribución de agua potable.
- Artículos en Wikinoticias: Fuerte terremoto cerca de Honduras